# Puig Rodó (Moià)
El Puig Rodó és una muntanya de 1.055,9 metres d'altitud del terme municipal de Moià, a la comarca del Moianès, i és el cim més alt del municipi. És a prop del termenal amb l'Estany.

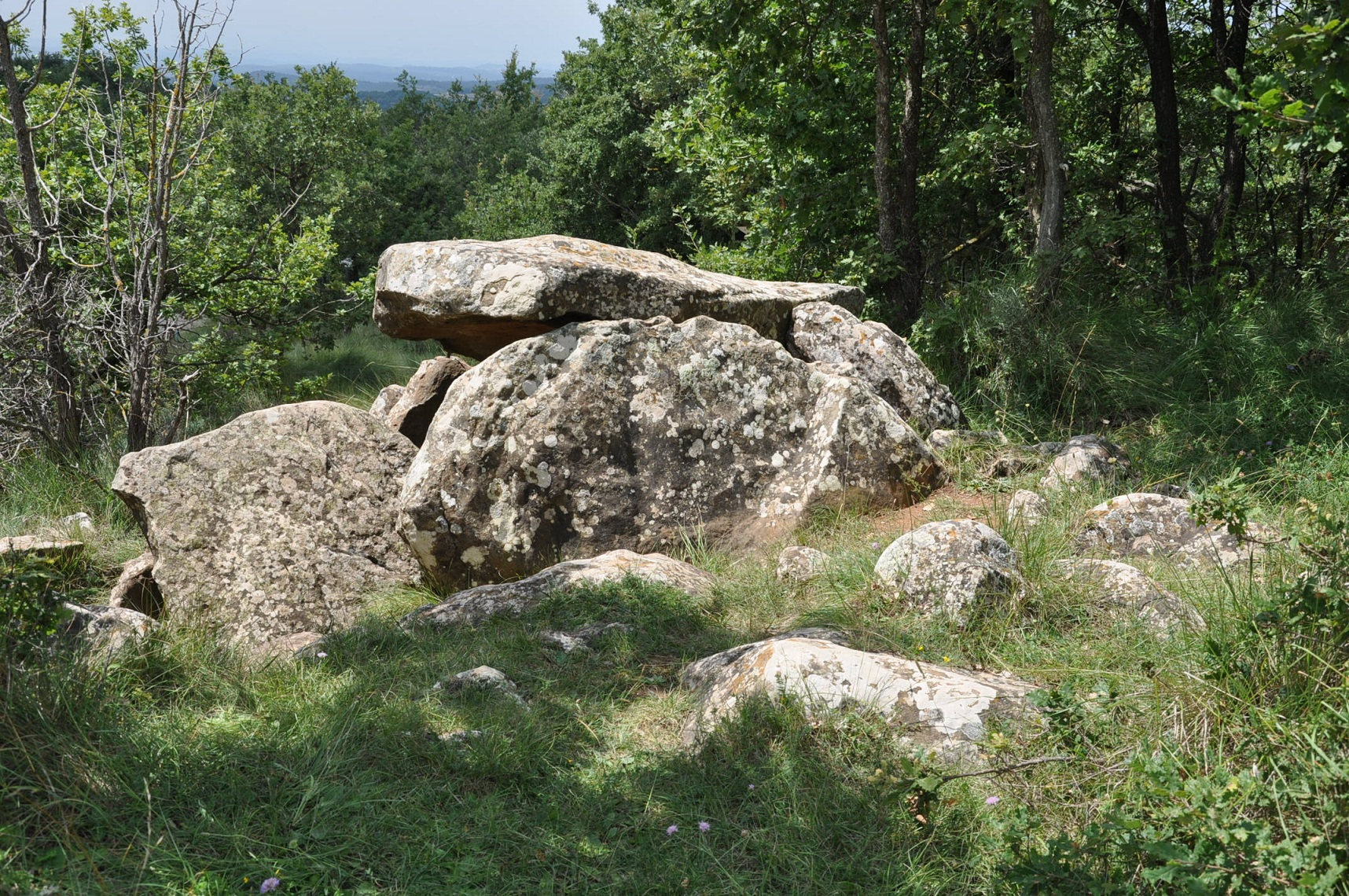
Dolmen de Puig Rodó

Està situat a la zona de més al nord del terme municipal, a ponent de Garfís i a llevant de la Casa Nova de l'Heura, a l'esquerra de la capçalera de la Riera de Postius, a ponent de l'extrem meridional del Serrat de Garfís i a l'extrem nord-oriental del Serrat Bover. A prop seu, en el vessant sud-oriental del puig, es troba el Dolmen de Puig Rodó, restaurat el 2016. En el seu vessant nord-est s'estén la Baga de Garfís i, a ponent, la Baga de Comes, amb el Pla de l'Àliga al capdamunt. Queda a prop i al sud-oest del Collet de Cantallops. Les roures de roure martinenc i les pinedes de pi roig dominen els voltants d'aquest turó, mentre que en el seu vessant septentrional hi dominen les plantacions de pins (pinassa i pinastre) fetes al voltant dels anys 60 del segle xx.
Al cim podem trobar-hi el vèrtex geodèsic 288104001.

## Determinació de la longitud del metre

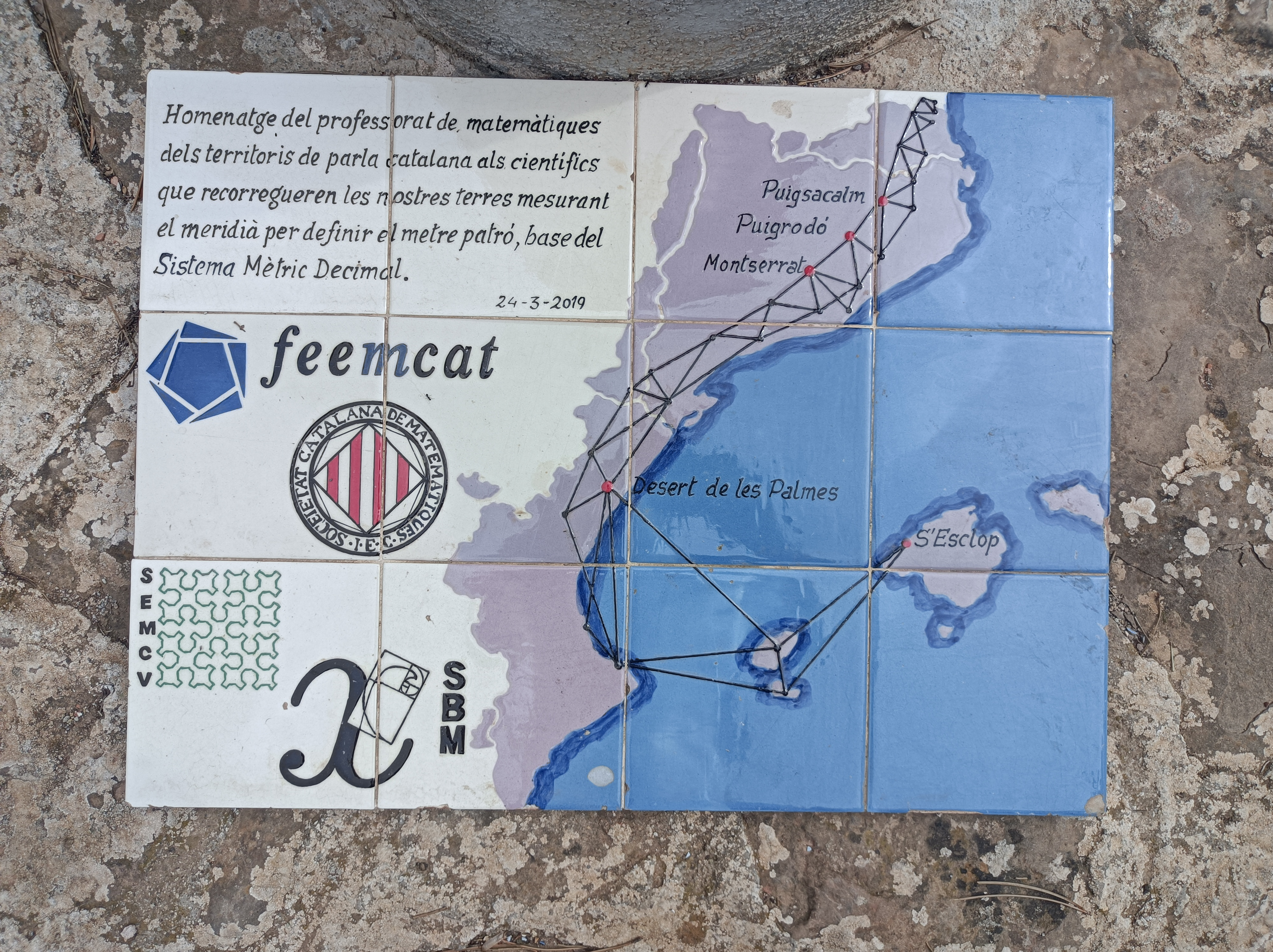
Placa commemorativa del càlcul del meridià de París - Barcelona i la longitud del metre

Aquest cim va formar part de la colla de vèrtexs on es van prendre dades i s'hi van fer triangulacions, a finals del Segle XVIII, per mesurar amb precisió el meridià terrestre que passa per Dunkerque, París i Barcelona. Això va permetre determinar la longitud del metre. L'any 2019, en el marc d'una trobada de les societats de matemàtiques de parla catalana, es va col·locar una placa commemorativa en el vèrtex geodèsic recordant tal efemèride.